# جون أبيت
جون أبيت (بالإنجليزية: Jon Abbate)‏ هو لاعب كرة قدم أمريكية أمريكي، ولد في 18 يونيو 1985 في فورت لودرديل في الولايات المتحدة.

## وصلات خارجية
- جون أبيت على موقع كلية كرة القدم في سبورتس رفرنس.كوم (الإنجليزية)